# ネオプラネットXX
ネオプラネットXX（NEO PLANETT XX）とは、2002年に山佐が開発・販売したパチスロ機。

## 概要
- プラネットシリーズとして、3号機の大ヒットマシン『スーパープラネット』以来12年ぶりに復活をした。
- 本機種最大の特徴として「EL VISION」（エルビジョン）を搭載していた。
- 本機種はモード方式（6種類のモード）ストック機である。既出の「スーパーリノ」や「キングパルサー」のようなゲーム数方式では、ボーナス終了後のチャンスゾーンを抜けると設定に関わらずヤメてしまう傾向が強いことがあげられるが、本機は敢えてチャンスゾーンを設けることなくどのG数からも放出の期待ができるRTシステムを構築（前述のモード方式や特定小役成立での抽選によるRT解除など）した。また、ビッグバンモードという連荘しやすく抜けにくいモードが用意されていた。
- 天井G数が777Gというかなり低いゲーム数が設定されていた（ボーナスのストックがある場合のみ）。
- 技術介入（小役回収打法・リプレイはずし）は極端に高いものでなく誰でも十分に楽しめるレベルになっており、当時ストック機の頂点に君臨していた「キングパルサー」と一時ではあるものの人気を二分したほどであった。またサウンド面においても特筆すべきものがあり、後にサウンドトラックが作成された。

これだけ完成度が高かったにもかかわらず、ボーナス抽選確率が通常Aタイプとほとんど変わらなかったことによる「ストック切れ」を起こしたり、ビッグバンモード以外では引き戻しがやや深く低設定でも遊べるものの連荘しなければ枚数を増やしにくく、更にはレギュラーボーナスの放出が多かったことなど欠点も見られ、最終的にはロングヒットには至らなかった。しかし甘いスペックだけあって短時間で勝負できることが学生やサラリーマンなどの人気を集めた。

## 演出
本機種は「EL VISION」を利用したさまざまな演出が用意されている。
小役告知（各小役orボーナス）
レバーON時、EL VISIONに小役が映し出される。小役が複合で出現する場合もある。「プラネット」出現時は全小役対応。いずれも狙ってはずれればボーナス確定。
スターダスト（ハズレor各小役orボーナス）
リール停止毎にEL VISIONに「プラネット」が出現し、登場するリールと登場の仕方によって信頼度が変化する。
プレミアで「イカ」が全リールに出現する演出もある。ビッグボーナス確定。
ターゲット7（ハズレor各小役orボーナス）
EL VISIONを利用し、本物のリールとの連動演出。「7」が一直線上に並べばボーナス確定。
7ルーレット（ハズレorボーナス）
EL VISIONを利用し、パチンコでいうリーチアクションのような演出をする。「7」が揃えばボーナス確定。
プレミアで「スイカロボ」、「イカ」が出現する場合アリ。ビッグボーナス確定。
シャッフルプラネット（ハズレorボーナス）
リール停止毎、EL VISIONに「プラネット」が出現し、全リール停止後ルーレット演出となる。「プラネット」が揃えばボーナス確定。
サンドストーム（各小役orボーナス）
レバーON時、EL VISIONにテレビの砂嵐のような演出が発生し絵柄が浮かび上がる。「プラネット」が出現すれば小役orボーナス。「BAR」はボーナス確定。「7」または「ドクターA7」、「カエル」が出現するとビッグボーナスが確定する。
ギャラクシーワープ（ビッグボーナス）
レバーON時、リールがフリーズしEL VISIONがワープ画面になれば先告知でボーナス確定。
ブラックホール（ボーナス）
全リール停止後、停止絵柄がEL VISIONに映し出され、ブラックホール画面になればボーナス確定。
オールプラネット / オール7（ボーナス）
リール停止毎、EL VISIONに「3連プラネット」が出現し、最終的に全リールに「プラネット」が表示されればボーナス確定。全リールに「7」が表示されればビッグボーナスが確定する。
ノッカー音（ビッグボーナス）
前作「スーパープラネット」のノッカー音が発生すればビッグボーナスが確定する。ボーナス時のサウンドは「スーパープラネット」と同じサウンドに変化する。

## スペック
| 設定 | BIG出現率 | REG出現率 | 内部BIG確率 | 内部REG確率 | 機械割        |
| ---- | --------- | --------- | ----------- | ----------- | ------------- |
| 1    | 1/307.3   | 1/407.1   | 1/252       | 1/334       | 95.5～97.9%   |
| 2    | 1/294.2   | 1/388.3   | 1/248       | 1/327       | 99.0～101.5%  |
| 3    | 1/277.8   | 1/365.0   | 1/244       | 1/321       | 102.7～105.4% |
| 4    | 1/261.2   | 1/341.6   | 1/240       | 1/315       | 106.1～108.9% |
| 5    | 1/245.0   | 1/314.3   | 1/240       | 1/309       | 109.8～112.8% |
| 6    | 1/192.7   | 1/225.9   | 1/240       | 1/282       | 119.9%～      |

天井：規定RT数「772」+ 演出用RT数「5」 =777G
ボーナス放出契機
- 毎ゲームのRT解除抽選当選時（確率は滞在モードや設定により異なる）
- 下記小役成立時に解除抽選
  - 2枚チェリー成立（1/179.9）時の1/4.33
  - 4枚チェリー成立（1/272.9）時の1/11.6
  - リプレイ成立（取りこぼしを含む）時の1/578.9（設定1）～1/580.6（設定6）
  - 純ハズレ成立（1/16384）時は100%解除

## ゲーム機への移植
- 本機種はPlayStation 2に移植され、系列会社のヤマサエンタテイメントより「山佐デジワールドSP」として発売された（発売日：2003年9月25日）。内容は実機シミュレーションの他に、連荘数やコイン枚数を競うものや、リーチ目を当てるゲームなどが搭載されていた。
- 「山佐デジワールドSP DX」という限定版も発売され、本機種で使用されているサウンドを収録した「山佐SoundコレクションII」が同梱されていた。
- 現在はオンラインゲームサイト『777town.net』にてプレイが可能である。
- 現在はYahoo! JAPANのゲームアプリ『パチ・スロタウン』（開発：DeNA、バタフライ）にてプラネット999がプレイ可能である。

## プラネット999
2005年に入り、山佐は後継機として「プラネット999」を販売した。背景には「4.7号機」「5号機」における検定通過の困難さ、および爆発力の制限など各社なかなか発表できない中、既に検定を通過している4号機を販売しようとする傾向が多々見られ、同社においてもそのような傾向があった。なおプラネット999の形式名称は「ネオプラネット2003」である。
本機は、その名の通り2003年の4.5号機要件で検定を通過している。基本設計はネオプラネットXXと同様であるものの、
- 天井ゲーム数が「999G」である（ボーナスのストックがある場合のみ）
- ボーナス確率やモードの内容を見直し連荘が強力になっている
- ビッグボーナスが当選しやすくされている

などのアレンジが加えられている。
| 設定 | BIG出現率 | REG出現率 | 内部BIG確率 | 内部REG確率 | 機械割        |
| ---- | --------- | --------- | ----------- | ----------- | ------------- |
| 1    | 1/303.4   | 1/519.0   | 1/252       | 1/431       | 95.3～96.9%   |
| 2    | 1/291.2   | 1/492.7   | 1/248       | 1/420       | 97.5～99.1%   |
| 3    | 1/279.2   | 1/467.6   | 1/244       | 1/409       | 99.9～102.0%  |
| 4    | 1/267.6   | 1/443.8   | 1/240       | 1/399       | 103.1～105.3% |
| 5    | 1/256.8   | 1/415.8   | 1/240       | 1/339       | 106.2～108.4% |
| 6    | 1/246.4   | 1/389.7   | 1/240       | 1/381       | 109.2～111.5% |

- 天井：999G